# Toussaint Bertin de la Doué
Pour les articles homonymes, voir Bertin.
Œuvres principales
Cassandre (1706), Ajax (1716), Le Jugement de Pâris (1718)
Toussaint Bertin de la Doué (appelé parfois par erreur Thomas Bertin de la Doué) est un compositeur français de la période baroque, né à Paris en 1680 et mort dans la même ville le 6 février 1743.

## Biographie
Il a travaillé comme organiste pour les Théatines, comme ordinaire de la musique au service du duc d'Orléans Philippe II (neveu du roi Louis XIV), et comme violoniste et claveciniste à l'Académie royale de musique (entre 1714 et 1734).

## Œuvres
Il a écrit de la musique sacrée (des motets), plusieurs opéras, des trios pour deux violons et basse continue, et des airs publiés par Ballard dans ses recueils périodiques d'Airs sérieux et à boire.

### Opéras
- Cassandre (tragédie en musique, 1706) (avec François Bouvard)
- Diomède (tragédie en musique, 1710)
- Ajax (tragédie en musique, 1716)
- Le jugement de Pâris (pastorale héroïque, 1718, livret de Marie-Anne Barbier)
- Les plaisirs de la campagne (opéra-ballet, 1719)

## Source
- Le magazine de l'opéra baroque par Jean-Claude Brenac